# الگیرداس لوریتنس
الگیرداس لوریتنس (انگلیسی: Algirdas Lauritėnas; ۵ نوامبر ۱۹۳۲ – ۷ اوت ۲۰۰۱) ورزشکار بسکتبال اهل اتحاد جماهیر شوروی سوسیالیستی بود.
وی در مسابقات کشوری و بین‌المللی در مجموع برندهٔ ۲ مدال طلا، ۱ مدال نقره، ۱ مدال برنز شده‌است.